# Jussara Di Medeiros
Sobre

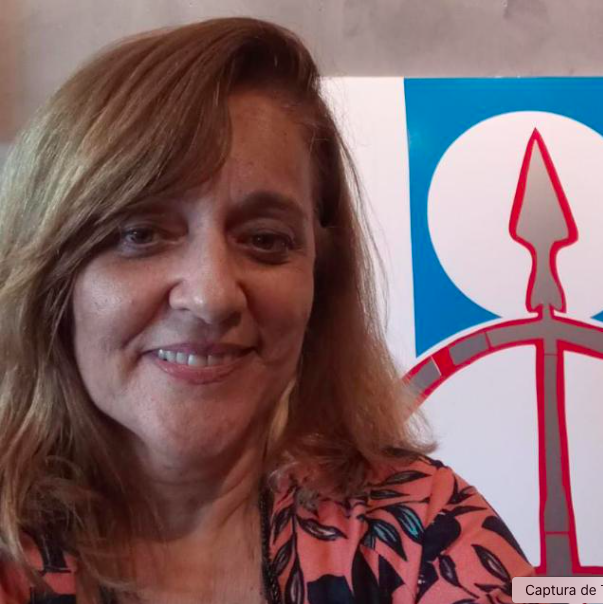
Jussara Di Medeiros - artista e empreendedora

_______________________________________________
Jussara de Medeiros Santos, atualmente assumindo o nome artístico de Jussara Di Medeiros, atua no campo das artes desde 1995,  inicialmente apenas como produtora cultural e depois, também, como artista visual.
Inscrita na ANCINE desde 2010, Jussara Di Medeiros também faz produção e criação audiovisual, e realizou curtas e clipes.
Desde 2011, ela vem  criando obras de artes visuais em formato de mosaicos, com uso de técnica própria de recortar fragmentos de adesivo vinílico, auto nomeada  “ARTE DE ADESIVAR”.
Essas muitas obras de Jussara são todas criadas a partir de sobras e retalhos de adesivos que  seriam descartadas por não terem mais utilidade.
Uma referência que pode ser associada à técnica "ARTE DE ADESIVAR": "STICKER ART". Mesmo que o principio da artista não tenha nenhuma ligação com o estilo aplicado e usado pela "arte de adesivo".
Toda arte de Jussara Di Medeiros é  indissociável da sua preocupação em pensar o mundo pela ótica do reaproveitamento.
Paralelamente à sua “ARTE DE ADESIVAR”, Jussara vem, desde 2017,  desenvolvendo vários trabalhos no mundo híbrido, utilizando-se da plataforma 3D e do metaverso.
Jussara Di Medeiros participou durante 11 anos no Rio de Janeiro da Universidade das Quebradas (UQ), programa criado e coordenado pelo PACC-UFRJ, onde muito aprendeu e contribuiu.
Por acreditar que tudo pode ser modificado, começou em 2019 dialogar com Heloisa Buarque de Hollanda para trazer  para o Estado do Rio Grande do Norte  o projeto “Polo UQ POTIGUAR".  Parceria que foi possível com o convênio entre a UFRJ e a UFRN (NAC-Núcleo de Arte e Cultura ).
Jussara Di Medeiros se considera hoje uma artista quebradeira futurista.
Criou em 2021 a CALICOT GALERIA VIRTUAL, site para exposição de artes digitalizadas, divulgação e portanto promoção dos artistas. Hoje  propõe um espaço para todas as artes: Galeria a Céu Aberto.
Exposições
_______________________________________________
1998 - Individual: Festejos religiosos e desenhos rupestres (técnica mista com papel, gesso e tinta acrílica) - Natal-RN
2003 - Coletiva: Fragmento Musicais - (1 obra com a técnica mista de “papietagem”) - Feira da Providência - Centro de Convenções - Rio de Janeiro-RJ  
2005 - Coletiva: Globalização e Humanismo (08 obras criadas com a técnica mista de “papietagem”,que foram criadas junto com a comunidade de Rio das Pedras, projeto PLANTANDO O FUTURO) - Fórum Social Mundial - Porto Alegre-RS
link https://iser.org.br/projeto/plantando-o-futuro/
2008 - Individual: Painéis do Rio Fé na Paisagem (10 obras de tinta acrílica pb sobre tecido) - Centro Cultural no Fundão - UFRJ - Rio de Janeiro-RJ
2009 -  Individual: Painéis do Rio - Fé na Paisagem (10 obras: tinta acrílica preta e branca sobre tecido) - Galeria Newton Navarro da Fundação José Augusto - Natal- RJ
2010 - Individual: Globalização e Humanismo e Fé na Paisagem (8 obras G.H e 6 obras Fé na Paisagem) - Centro Cultural Santa Cruz - Rio de Janeiro-RJ
2011 - Individual - Painéis do Rio Fé na Paisagem (10 obras monocromáticas: tinta vinílica/ sobre lona vinílica) - Salão do Teatro Alberto Maranhão - Natal - RN 
2011 - Individual  - Pipas, palavras ao vento (12 pipas de grande formato com TNT, tinta acrílica, suporte de bambu; trabalho realizado em oficina  com jovens da comunidade de Campinhos, no projeto Conexão Leitura) - Forte de Copacabana - Rio de Janeiro-RJ
2012 - Individual -  Painéis do Rio Fé na Paisagem (10 obras monocromáticas:  tinta vinílica/sobre lona vinílica) - Università Del Salento - Lecce - Itália
2012 - Individual -  Painéis do Rio Fé na Paisagem (10 obras monocromáticas:  tinta vinílica/sobre lona vinílica) - Projeto Universidade das Quebradas  - Rio de Janeiro-RJ
2013 - Individual -  Painéis do Rio Fé na Paisagem (10 obras monocromáticas:  tinta vinílica/sobre lona vinílica) - Praça de Imbariê - Duque de Caxias-RJ
2014 - Individual -  Painéis do Rio Fé na Paisagem (10 obras monocromáticas:  tinta vinílica/sobre lona vinílica) - Centro Cultural de Bouffémont - Île-de-France.
2015 - Individual -  Painéis do Rio Fé na Paisagem (10 obras monocromáticas:  tinta vinílica/sobre lona vinílica) - Faculdade de Letras da UFRJ - Rio de Janeiro-RJ
2015 - Coletiva- Painéis do Rio Fé na Paisagem (10 obras monocromáticas:  tinta vinílica/sobre lona vinílica) - 1o. FEST-FIC/RJ - UFRJ - Rio de Janeiro-RJ
2015 - Individual -  Painéis do Rio Fé na Paisagem  (foram expostas pela 1a vez  5 obras com a técnica Arte de Adesivar) - Espaço Cultural CEPERJ - Rio de Janeiro-RJ
2016 - Individual - Ser do Sertão - Arte de Adesivar - Galeria do Parque do Martelo - Rio de Janeiro-RJ
2016/17 - Individual - Ser do Sertão - Arte de Adesivar - Espaço Cultural Mapa - Shopping Midway Mall - Natal-RN
2017 - Coletiva - Arte de Adesivar -  2o. FEST-FIC/RJ - UFRJ - Rio de Janeiro-RJ
2018 - Coletiva - Arte de Adesivar - Galeria do Parque do Martelo - Rio de Janeiro-RJ
2019 - Individual -Mostra  Arte de Adesivar - Università Del Salento - Lecce - Italiá
2019 - Individual - Arte de Adesivar e Fé na Paisagem - Galeria Newton Navarro - Fundação José Augusto - Natal - RN
2021 - Coletiva - Ser do Sertão - Arte, Vida e Sustentabilidade Bella Bienal- na Cable Factory -Helsinque - Finlândia 
2022 - Coletiva - Coletiva - Ser do Sertão - Arte, Vida e Sustentabilidade Bella Bienal  - Centro Cultural Correios  Rio - Rio de Janeiro-RJ
2023 - Individual - Orixás Adesivados - Jardim da Casa Sefora - Natal - RN
2023 - Individual - Orixás Adesivados - Galeria Newton Navarro  - Capitania das Artes -  Natal - RN
2024 - Coletiva - Orixás Adesivados - Casarão Cultural João de Alabá- Rio de Janeiro-RJ (em exposição)
Criaçōes artísticas (grandes formatos)
_______________________________________________
2006 - Painel Terra  (3m2 pintura com acrílica pb sobre tecido)  Semana Nacional de Ciência e Tecnologia - Rio de Janeiro-RJ
2009 - Fé na Paisagem Pier Praça Mauá (10m2 pintura vinílica sobre lona vinílica) Sacadura Cabral -  Rio de Janeiro-RJ
2016 - Painel Floresta (15m2-  técnica Arte de Adesivar) American Flat Service- Rio de Janeiro-RJ
2018 - Painel da Diversidade Fiocruz (10m2 - técnica Arte de Adesivar)  - Complexo Tecnológico em Insumos Estratégicos - Eusébio - CE 
2019 - Painel “Cascudiano” na Rede (6m2 - técnica Arte de Adesivar) - Beco da Lama - Natal-RN
2021 - Painel Vinho e Descobertas (8m2 - técnica Arte de Adesivar) - Espaço Comercial - Natal-RN
Premiaçōes
_______________________________________
Prêmio Dividindo Ideias - Imprimax - São Paulo-SP, com o painel Floresta (técnica Arte de Adesivar) 1o. lugar
Prêmio Dividindo ideias - Imprimax - São Paulo-SP, com o painel “Cascudiano” na Rede (técnica Arte de Adesivar) 3o. lugar 
Prêmio Caminhos das águas - “Sanear com  Arte” - ARSBAN- Natal-RN, com uma pintura exclusiva Cidade saneada.
Concurso de Pintura e Fotografia para Pessoas Idosas -“Ponto de Ônibus”  Categoria Fotografia - Conselho Municipal de Pessoas Idosas - Natal-RN
Referências
Referências
_________________________________________
Pinturas
Fé na Paisagem
Arte de Adesivar
Universidade das Quebradas